# 三郷市立彦成中学校
三郷市立彦成中学校（みさとしりつ ひこなりちゅうがっこう）は、埼玉県三郷市彦成4丁目にある市立中学校。

## 概要
三郷市の北部にある中学校であり、生徒は成中生と呼ばれる。大規模集合住宅であるみさと団地が学区域に所在する。周辺にはららぽーと新三郷が所在。ピーク時には342名の卒業生を出した。その後生徒数は減少し2015年には卒業生数が34名まで減少したが、その後は大規模ショッピング施設の立地による新住人の増加から一転して増加に転じている。運動会で行われる男子全員によるエッサッサが学校最大の名物で伝統行事として受け継がれている。

## 沿革
- 1975年（昭和50年）4月1日 - 開校
- 1981年（昭和56年）4月1日 - 三郷市立彦糸中学校が分離
- 1984年（昭和59年）4月1日 - 三郷市立早稲田中学校が分離
- 1990年（平成2年）4月1日 - 三郷市立瑞穂中学校が分離

## 学校行事
- スポーツデイ
- 修学旅行
- 職業体験
- スキー教室
- 運動会
女子は色鮮やかな衣装を着たソーラン節を踊る。男子は創立以来のエッサッサが名物行事として定着している。

## 学区
- 彦成四丁目[1]
- 采女一丁目
- 半田1205番地1、1206番地1、1207番地から1210番地まで、1212番地から1215番地まで、1217番地1、1218番地1、1218番地3、1219番地1、1259番地1、1260番地1、1260番地3、1261番地、1263番地1、1264番地1、1268番地1、2184番地2
- 上彦川戸844番地2、845番地1、846番地1、847番地から878番地1まで、879番地1、888番地2、891番地1、892番地1、894番地から903番地まで
- 上彦名403番地1から416番地まで、423番地から424番地まで、464番地から531番地1まで、532番地、532番地1、532番地4、532番地5、533番地1、533番地4、533番地7、534番地1、536番地3、537番地3、538番地3、538番地7、539番地、539番地3、540番地3、541番地2、542番地3、543番地3、563番地2、564番地2、565番地2、566番地1から572番地まで、574番地から608番地まで、627番地から666番地5まで
- 新三郷ららシティ二丁目
- 新三郷ららシティ三丁目